# Édouard Le Roy
Pour les articles homonymes, voir Le Roy et Édouard Le Roy (homonymie).
Édouard Louis Emmanuel Julien Le Roy (18 juin 1870 à Paris 8e - 9 novembre 1954 à Paris 6e) est un philosophe français.

## Biographie
Tardivement entré au lycée, Le Roy prépare le concours d'entrée à l’École normale supérieure où il est reçu en 1892. Agrégé de mathématiques en 1895, il devient docteur en sciences en 1898. Enseignant dans plusieurs lycées, il devient en 1909 professeur de mathématiques au lycée Saint-Louis de Paris.
Dès lors, Le Roy prend un étonnant tournant vers la philosophie et la métaphysique. Ami de Teilhard de Chardin, il développe avec lui le concept de Noosphère, alors qu'ils suivent ensemble les cours de Vladimir Vernadsky à la Sorbonne, entre 1922 et 1924. Ami de Henri Bergson, il est choisi par ce dernier pour lui succéder à la chaire de philosophie grecque et latine du Collège de France. Élu membre de l’Académie des sciences morales et politiques en 1919, il succède encore une fois à Bergson à l’Académie française en 1945.
Dans le sillon de la quête bergsonnienne, Le Roy s’interrogea notamment sur les rapports entre la science et la morale.
Avec Henri Poincaré (qui le critique dans La Valeur de la Science) et Pierre Duhem, il a participé au renouveau que connaissait à son époque la philosophie des sciences. Se basant sur l'intuitionnisme de Bergson pour critiquer les prétentions abusives de la science, il défend un point de vue radicalement conventionaliste et pragmatique. La science n'est faite que de conventions arbitraires ou artificielles dont la seule fin positive est de nous servir de règle d'action. La science n'atteint donc pas la vérité et encore moins le fond des choses.
Cet anti-intellectualisme le conduit, dans le domaine de la religion, à privilégier le cœur, le sentiment ou la foi instinctive, et à rejeter les dogmes, la théologie spéculative, les raisonnements abstraits. Cette position lui vaudra l'accusation de modernisme et la mise à l'Index de ses œuvres.
Le Roy était marié et avait un enfant.

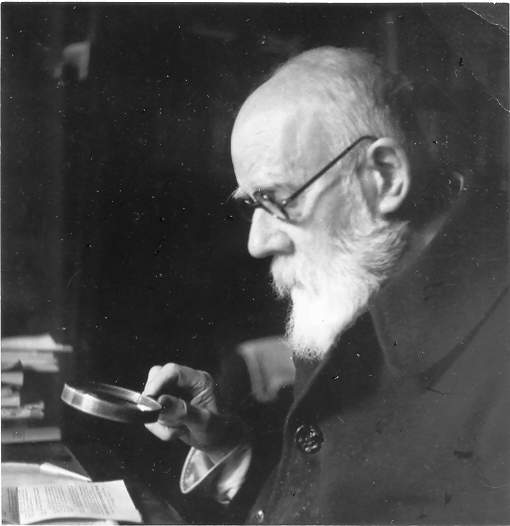
Édouard Leroy à sa table de travail

## Œuvres
- Sur l'intégration des équations de chaleur (1898)
- Science et philosophie (1899)
- Dogme et critique (1907)
- Une philosophie nouvelle : Henri Bergson (1912)
- la pensée mathématique pure (cours du college de france années 1914-1915 et 1918-1919 révison en 1920 en vue d'une publication. une parution au PUF en 1960)
- Qu'est-ce-que la Science ?: réponse à André Metz (1926)
- L'Exigence idéaliste et le fait de l'évolution (1927)
- Les Origines humaines et l'évolution de l'intelligence, Boivin, 1928.
- La Pensée intuitive. Le problème de Dieu (1929)
- Introduction à l'étude du problème religieux (1944)
- Essai d'une philosophie première : l'exigence idéaliste et l'exigence morale, 2 vol., posthumes (1956-1958)